# Hilgermissen
Hilgermissen est une municipalité allemande du land de Basse-Saxe et l'arrondissement de Nienburg/Weser.

## Personnalités liées à la ville
- Philipp Spitta (1841-1894), musicologue né à Wechold.
- Hans-Heinrich Voigt (1921-2017), astronome né à Eitzendorf.